# Эгион
Эгион (др.-греч. Αἴγιον; Αἴγειον) — древнегреческий город и полис в Ахайе, один из 12 ахейских городов. Он был расположен на побережье к западу от реки Селинунт, в 30 стадиях от Рипы и в 40 стадиях от Гелики.
Город находился между двумя мысами в бухте, образовывавшей лучшую гавань в Ахайе рядом после гавани в Патрах. По некоторым сведениям Эгион был образован из союза 7 или 8 деревень. Он упоминался уже в гомеровском каталоге кораблей в «Илиаде». Когда соседний город Гелика погрузился в море после землетрясения 373 года до н. э., Эгион аннексировал его территорию и стал главным городом Ахейского союза. Однако, когда позднее в том же столетии союз распался, Эгион на некоторое время перешёл под власть Македонии.
Тем не менее Ахейский союз был восстановлена городами Дима и Патры в 280 году до н. э., а жители Эгиона, набравшись храбрости, чтобы изгнать македонский гарнизон, присоединились к нему в 275 году до н. э. С этого времени Эгион стал столицей Ахейского союза. Город служил местом собрания ахейцев, что сохранялось до тех пор, пока Филопемен не издал закон, по которому собрание могло проводиться в любом из городов союза. Даже в составе Римской империи ахейцам разрешалось проводить свои периодические собрания в Эгионе, так же как членам Дельфийского союза разрешалось встречаться в Фермопилах и Дельфах.
Собрания проводились в роще у моря, называемой Гомагирием, священной для Зевса Гомагирия (Ὁυαγν́ιον, Ὁυάριον); храм также назывался Гомарием. Рядом с этой рощей находился храм Деметры Панхеи. Слова Гомагирий («собрание») и Гомарий («союз») происходили от этих собраний, хотя в более поздние времена они объяснялись как указание на место, где Агамемнон собрал греческих вождей перед Троянской войной. В Эгионе было ещё несколько храмов и общественных зданий, о которых сообщал Павсаний.
На месте древнего Эгиона ныне располагается город Эйон.